# Julia Butters
Pour les articles homonymes, voir Butter.
Julia Butters, née le 15 avril 2009 à Los Angeles, est une actrice américaine.
Révélée à l'âge de cinq ans, elle obtient rapidement une grande notoriété en raison de son rôle de Trudi Fraser dans Once Upon a Time… in Hollywood (2019) de Quentin Tarantino et par la suite dans The Gray Man des Frères Russo (2022) et de The Fabelmans de Steven Spielberg (2023).

## Biographie
Julia Butters est une actrice précoce qui a commencé à jouer dans des publicités dès l'âge de deux ans. Elle a fait ses débuts à l'âge de cinq ans dans un épisode de la série télévisée Esprits Criminels. Après avoir joué l'un des rôles de filles de John Krasinski dans le film 13 Hours réalisé par Michael Bay, elle a été choisie pour jouer dans les saisons 2 et 3 de la série Transparent, qui a remporté le Golden Globe de la meilleure série comique en 2015. Elle a également joué dans la sitcom American Housewife pendant quatre saisons, où elle a interprété le rôle de la plus jeune membre d'une famille dysfonctionnelle.
En 2019, à l'âge de dix ans, Julia Butters a été saluée pour son talent dans le neuvième long métrage très attendu de Quentin Tarantino, intitulé Once Upon A Time… in Hollywood. Elle y incarne une jeune prodige du cinéma qui rencontre Rick Dalton, joué par Leonardo DiCaprio, sur le tournage d'un western.
Julia Butters est la fille d'un animateur de Disney et d'une mère au foyer.

### Carrière

#### Confirmation
C’est véritablement en 2019 que la carrière d’actrice de Julia Butters débute. La fillette décroche effectivement un petit rôle dans le drame Once Upon a Time in Hollywood, neuvième film du cinéaste américain Quentin Tarantino. Ce film est une libre évocation de l'Hollywood des sixties et une ré-imagination du meurtre de Sharon Tate par une secte de hippies. La distribution étant prestigieuse, la jeune actrice a l'occasion de croiser Leonardo DiCaprio, Brad Pitt et Margot Robbie.
Dans ce film, la comédienne y tient le rôle d'une actrice de son âge qui s'apprête à tourner dans un western aux côtés de Rick Dalton, un acteur de série-B en déclin incarné par Leonardo DiCaprio. Présenté lors du Festival de Cannes 2019, le long-métrage se solde par un succès critique et commercial important. Le long-métrage engrange 374,6 millions de dollars au box-office mondial.
Le film s'impose comme l'un des favoris pour les Golden Globes, et Oscars de cette année-là où il récolte plusieurs nominations et permet à Brad Pitt, seconde tête d'affiche du drame, de décrocher enfin l'oscar du meilleur acteur dans un second rôle. Le réalisateur affirme plus tard s'être inspiré de la carrière de Jodie Foster, alors petite à cette époque-là pour créer le personnage de Julia Butters. On la retrouve trois ans plus tard dans le blockbuster d'action de Netflix : The Gray Man. Un film d'action signé par le duo de cinéastes Anthony et Joe Russo, adapté d'un best-seller américain. Elle y tient à nouveau un second rôle aux côtés de célèbres acteurs : Ryan Gosling, Chris Evans, Ana de Armas et Regé-Jean Page.
Elle est ensuite choisie par le réalisateur Steven Spielberg pour jouer l'alter-égo fictif d'Anne Spielberg, la sœur du réalisateur dans le film autobiographique intitulé The Fabelmans, que Spielberg prépare alors pour Universal Pictures. La jeune actrice donne ainsi la réplique aux acteurs Paul Dano et Michelle Williams qui jouent des personnages inspirés des parents du cinéaste, ainsi qu'au débutant Gabriel LaBelle qui joue une version fictive de Spielberg adolescent. Le tournage débute entre l'Arizona, la Californie et Los Angeles dans le plus grand des secrets, peu de temps après la fin de la promotion de West Side Story, précédent métrage du cinéaste. Le film est présenté en film d'ouverture au Festival de Toronto 2023 où il remporte le convoité Prix du public succédant à un autre film autobiographique qui l'avait remporté un an auparavant, Belfast.
The Fabelmans sort ensuite aux États-Unis en décembre dans plusieurs salles du pays mais, malgré des critiques très élogieuses et 5 nominations aux Goldens Globes, le film a du mal à convaincre au box-office ; si bien que le long-métrage connaît une sortie limitée en vidéo à la demande.

## Filmographie
Sauf indication contraire, les informations mentionnées dans cette section peuvent être confirmées par la base de données cinématographiques IMDb,  présente dans la section « Liens externes ».

### Cinéma
- 2015 : The Rusted (court métrage) : Piper
- 2016 : 13 Hours de Michael Bay : Beverly Silva
- 2016 : En cavale (Term Life) de Peter Billingsley : Cate, à 7 ans
- 2016 : Last Call (A Family Man) de Mark Williams : Lauren Jensen
- 2019 : Once Upon a Time… in Hollywood de Quentin Tarantino : Trudi Fraser
- 2022 : The Gray Man d'Anthony et Joe Russo : Claire Fitzroy
- 2022 : The Fabelmans de Steven Spielberg : Reggie Fabelman
- 2025 : Freaky Friday 2 : Encore dans la peau de ma mère (Freakier Friday) de Nisha Ganatra : Harper Coleman

### Télévision

#### Séries télévisées
- 2014 : Esprits criminels (Criminal Minds) : Gabby Hoffer
- 2015 - 2016 : Best Friends Whenever : Cyd, à 5 ans
- 2015 - 2016 : Transparent : Ella
- 2016 : The Kicks : Ashley
- 2016 - 2020 : American Housewife : Anna-Kat Otto